# Mahinda (monje)
Mahinda fue un monje budista representado en las fuentes budistas como el que trajo el budismo a Sri Lanka. Era el primogénito del emperador mauria Ashoka y de su esposa Devi y el hermano mayor de Sanghamitra.
Fue enviado como misionero budista al Reino Anuradhapura en Sri Lanka. Obtuvo el título de arhat y residió en Mihintale. Jugó un papel importante en la proliferación del budismo en todo el subcontinente indio.

## Fuentes históricas

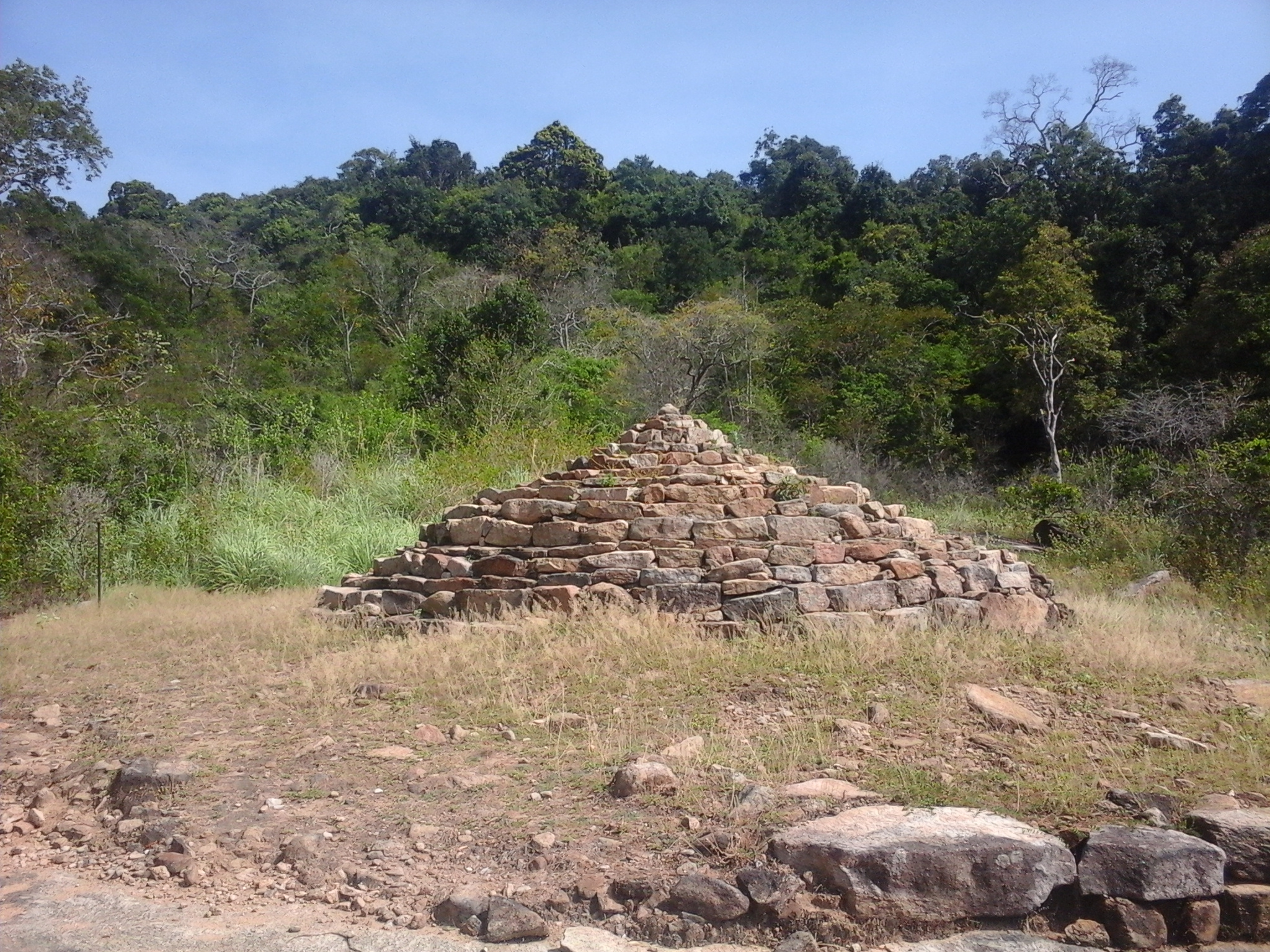
Mihindu (Mahinda en Pali) en Rassagala, el lugar donde se encontró la inscripción conmemorativa del santo Mahinda.

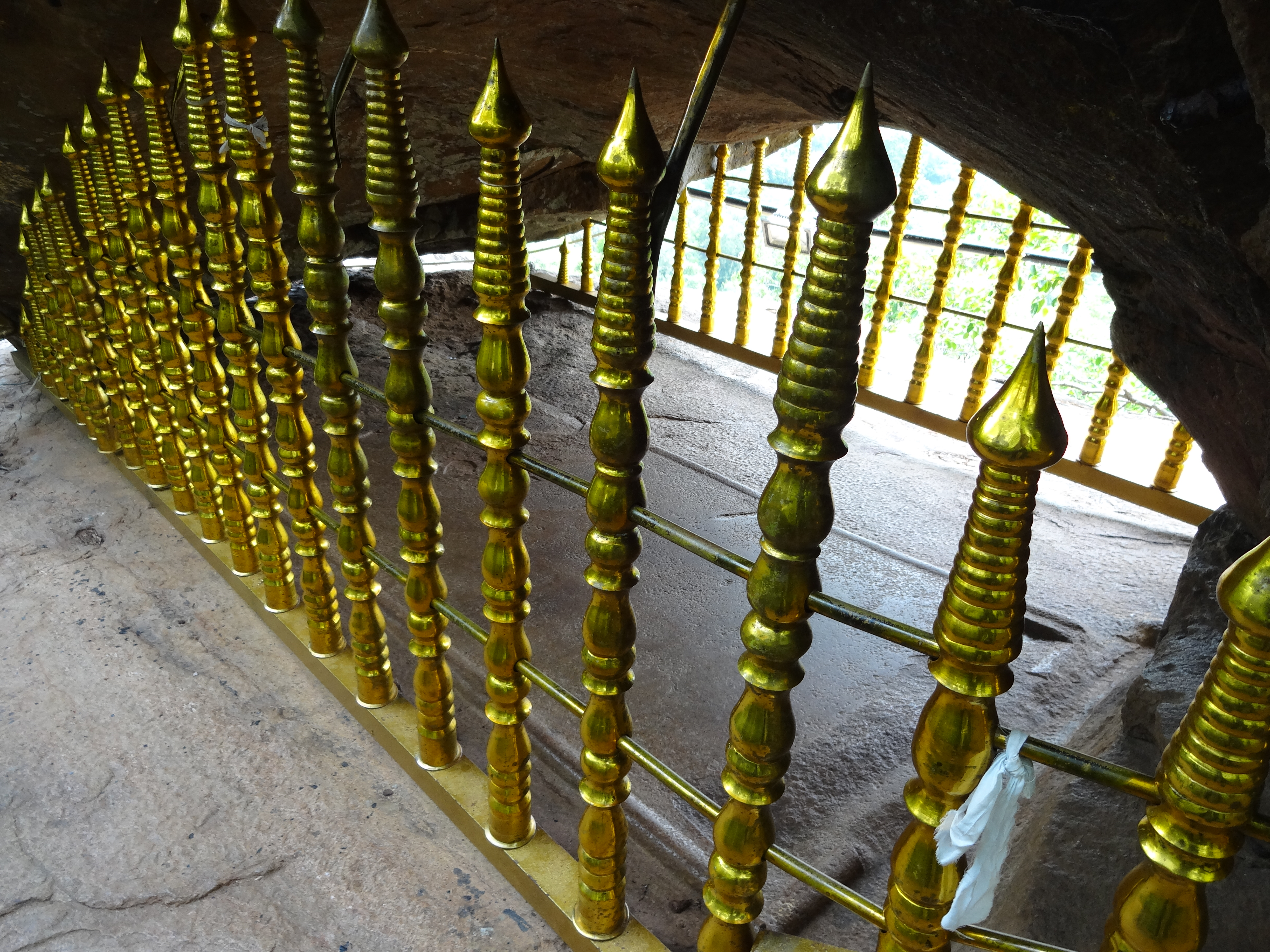
Lecho de Mahinda en Mihintale.